# Arima Naozumi
Arima Naozumi (有馬 直純?; 1586 – 3 giugno 1641) è stato un daimyō giapponese del clan Arima durante il periodo Edo.

## Biografia
Figlio ed erede del daimyo cristiano Arima Harunobu, fu battezzato da bambino con il nome Michele (ミゲル?). Nacque nel castello di Hinoe a Shimabara ma fu mandato da suo padre a lavorare accanto a Tokugawa Ieyasu all'età di 15 anni. Sposò la nipote di Konishi Yukinaga Marta (マルタ?); tuttavia, al fine di ingraziarsi Ieyasu, divorziò dalla moglie cristiana e sposò la figlia adottiva di Ieyasu, Kuni-hime, nel 1610. Nel 1612, ereditò la terra di suo padre valutata a 40.000 koku a Shimabara quando suo padre fu giustiziato per il suo ruolo nell'incidente di Okamoto Daihachi. Tokugawa Ieyasu ordinò una persecuzione generale di tutti i cristiani in Giappone, e Naozumi immediatamente abbandonò la sua fede cristiana, scacciò la sua ex moglie e segretamente uccise i suoi due fratellastri: Francesco di 8 anni e Mattia, di 6 anni.
Tuttavia era insoddisfatto delle continue rivolte e del caos a seguito della persecuzione cristiana e chiese allo shogunato Tokugawa di trasferirlo a Nobeoka nella provincia di Hyuga (53.000 koku). Quando scoppiò la rivolta di Shimabara nel suo vecchio feudo nel 1637, rispose alla chiamata dello Shogunato e guidò un distaccamento di 4.000 soldati per sopprimere la ribellione. Morì nel 1641, durante il suo Sankin kōtai a Osaka.